# Tolga Ciğerci
Tolga Ciğerci (Nordenham, 23 marzo 1992) è un calciatore turco con cittadinanza tedesca, centrocampista svincolato.

## Carriera

### Club

#### L'esordio nelle giovanili e il passaggio al Wolfsburg
La sua carriera da calciatore inizia nel 1998 quando viene acquistato dal Phiesewarden, squadra della sua città natìa, per militare nella selezione giovanile del club. Dopo solo due anni viene acquistato dall'Arminia Vöhrum dove, in cinque stagioni, mette in mostra tutte le sue qualità da calciatore maturo e grazie ad esse viene seguito dai maggiori club europei, soprattutto dal Wolfsburg che decide di acquistarlo nell'estate del 2005. Dopo cinque stagioni trascorse nelle varie formazioni giovanili del club compie il suo esordio da calciatore professionista nel 2010, con la prima squadra, nel match contro il Colonia sostituendo Cícero Santos a partita in corso. Conclude le sue ultime stagioni con il club di Wolfsburg militando per la seconda squadra militante in DFB-Pokal e a fine stagione rinnova il suo contratto fino al 2015.

#### In prestito al Borussia Mönchengladbach
Il 3 gennaio 2012 viene ufficializzato il suo passaggio a fine stagione in prestito al Borussia Mönchengladbach, con l'opzione di acquisto.

### Nazionale
Nonostante le sue origini turche decide di indossare la maglia della Nazionale tedesca e, nel 2010, viene convocato con l'Under-19 per prendere parte ad alcune amichevoli. Nel 2011 passa nelle trafile della Nazionale della Germania Under-20. Successivamente ha optato per la nazionale turca, con cui ha debuttato nel 2016.

## Palmarès

### Club

#### Competizioni nazionali
- Supercoppa di Turchia: 1

Galatasaray: 2016
- Campionato turco: 1

Galatasaray: 2017-2018